# Kiss Me Kate (film)
Kiss Me Kate is een muzikale kleurenfilm in 1953 met in de hoofdrollen Kathryn Grayson, Howard Keel en Ann Miller. De regie was van George Sidney. 
De film is gebaseerd op de gelijknamige Broadway-musical uit 1948 van Samuel en Bella Spewack met liedjes van Cole Porter. Die musical was geïnspireerd op The Taming of the Shrew (De Getemde Feeks) van William Shakespeare, of liever op een uitvoering daarvan. Twee acteurs, ooit met elkaar gehuwd, spelen in een musicalversie van The Taming of the Shrew en krijgen vervolgens weer ruzie.
Kiss Me Kate is opgenomen in 3D, een noviteit in de jaren vijftig en ingezet door de filmindustrie om de strijd tegen de opkomende televisie te winnen. Omdat MGM bang was dat de film in 3D niet zou aanslaan, werd ook een 2D-versie uitgebracht. Beide versies waren enige tijd in competitie met elkaar, maar in 1954 verloor 3D snel terrein en werd de 3D-versie snel afgevoerd.
De film was een succes in de bioscopen en ontving een Oscarnominatie voor de filmmuziek. Bob Fosse heeft een rol in de film, maar is ook verantwoordelijk voor een klein, maar spectaculair onderdeel van de choreografie. Het zette hem aan het denken over zijn carrière en hij zou al snel kiezen om verder te gaan als regisseur-choreograaf.

## Verhaal
Cole Porter is van plan om een musicalbewerking te maken van een komedie van Shakespeare, The Taming of the Shrew. Hij bespreekt de audities met zijn hoofdrolspeler Fred Graham. De twee willen graag Lili Vanessi, de ex-echtgenote van Fred inhuren. Deze neemt het aanbod om de rol van Katherine te spelen in overweging. Als echter ook actrice en danseres Lois Lane arriveert, blijkt dat zij Fred het hoofd op hol gebracht om de rol van Bianca te mogen spelen. Als Lili doorkrijgt dat Porter en Fred overwegen Lois Lane de hoofdrol te geven, hakt ze de knoop door en zegt toe Katharine te spelen. Als niet veel later de generale repetitie voor de deur staat, ontdekt Lois dat de danser Bill Calhoun in de problemen zit. Calhoun heeft een schuldbekentenis voor zijn gokschulden ondertekend met de naam van Fred Graham. Ze zegt echter niets tegen Graham. 
Even later treft Fred Graham twee gangsters, Lippy en Slug, in zijn kleedkamer. Deze komen de gokschuld incasseren waarvoor Calhoun heeft getekend. Als Graham uitroept dat hij van geen schuld weet, verdwijnen de mannen weer. Ondertussen ontvangt Lili een boeketje van Graham en is ontroerd door het gebaar. Echter, het boeket was bestemd voor Lois Lane en is verkeerd bezorgd. Op het begeleidende kaartje, dat Lili leest terwijl ze op het toneel staat, staat een lief bericht voor Lane. Lili is woedend en gaat, voor de ogen van het geamuseerde publiek, op de vuist met Graham. In de pauze zegt Lili tegen Fred dat ze de show op staande voet verlaat. Als Fred dit aan het verwerken is, komt Calhoun bekennen dat hij zijn schuldbekentenis met de naam van Fred heeft ondertekend. 
Als Lippy en Slug weer arriveren, probeert Fred een plannetje uit. Hij zegt tegen de gangsters dat hij alleen kan betalen als de show doorgaat en dat kan alleen met de steractrice, Lili. De gangster bedreigen Lili en dwingen haar het toneel op te gaan. Maar terwijl de acteurs spelen, hoort Lippy dat zijn baas, Hogan, is doodgeschoten. Hiermee komt de schuld van Calhoun te vervallen. Fred probeert Lili nog te behouden voor de show en verklaart haar zijn liefde, maar ze vertrekt gelijk. Een teleurgestelde Fred vraagt de understudy van Lili om de finale van de musical te spelen.

## Rolverdeling
| Acteur          | Personage    |
| --------------- | ------------ |
| Kathryn Grayson | Lili Vanessi |
| Howard Keel     | Fred Graham  |
| Ann Miller      | Lois Lane    |
| Tommy Rall      | Bill Calhoun |
| Keenan Wynn     | Lippy        |
| James Whitmore  | Slug         |
| Ron Randall     | Cole Porter  |
| Bob Fosse       | Hotensio     |

## Achtergrond

### Voorgeschiedenis
Op 30 december 1948 ging op Broadway, in het New Century Theater, de musical "Kiss Me, Kate" in première. Het was onmiddellijk een succes en in totaal werden 1077 voorstellingen gespeeld. Bij de uitreiking van de Tony Awards in 1954 kreeg de musical een 'Tony' in de categorie Beste Musical, Beste scenario en Beste Muziek. Al in december 1951 probeerde Sir Alexander Korda de musical te verfilmen met Alfred Drake als Fred Graham. Het was echter MGM die in 1953 uiteindelijk de filmrechten verwierf.

### Scenario
Samuel en Bella Spewack baseerden hun libretto voor de musical op de beruchte ruzies achter de schermen tussen het acteursechtpaar Alfred Lunt en Lynn Fontanne die in 1935 op Broadway optraden met The Taming of the Shrew. De beroemde komedie van Shakespeare gaat overigens ook over een stormachtig huwelijk en wel dat van Petruchio en Katherine. Petruchio zit achter het geld van Katherine aan en moet menig verbaal gevecht aangaan met de koppige 'feeks'. Uiteindelijk worden ze verliefd en accepteert Katherine haar rol als onderdanige vrouw. De Spewacks combineerden de ruzies van twee acteurs achter de schermen met de heftige ruzie-liefdesverhouding van The Taming of the Shrew. Scenariste Dorothy Kingsley veranderde weinig aan het toneelstuk voor haar filmscenario. Ze voegde de beginscène toe met Cole Porter in het appartement van Fred Graham en daarmee gaf ze meer achtergrondinformatie over het voorbije huwelijk van Lili en Fred. De meeste ingrepen werden gedaan in de teksten van Cole Porter en Spewaks. De Hollywoodfilm stond sinds begin jaren dertig onder curatele. Na een aantal seksschandalen in jaren twintig veegde de filmindustrie haar straatje schoon door een zelfcensuur op te stellen. Er werden een code opgesteld, bekend als de Hays- of Production Code waaraan filmstudio's zich moesten houden. Films die niet voldeden aan de code konden een distributie in de meeste Amerikaanse bioscopen vergeten. Het grootste taboe was seks. Overspel, het expliciete gebruik van seksueel getinte teksten, abortus, of zelfs maar het uitspreken van woorden als 'verkrachting' of zelfs 'kousen' of 'slipje' was verboden. Sommige teksten van Porter en de Spewacks zaten op het randje. Tegenwoordig zal er geen mens meer over vallen, maar in de jaren vijftig kon bijvoorbeeld het woord 'bastard' echt niet in een film. Om die reden werd het weggelaten of vervangen door 'you louse'. In het nummer "Too Darn Hot" wordt de tekst "according to the Kinsey Report" (Volgens het Kinseyrapport, een rapport van de psychiater Kinsey over seksueel gedrag in de VS) omgezet in "according to the latest report" (volgens het laatste rapport) en "according to the weather report" (volgens het weerbericht). Op het toneel werd het nummer overigens gezongen en gedanst door Afro-Amerikanen, maar in de film is dat veranderd en zingt en tapt Ann Miller het. Ook werd een verwijzing naar MGM-studiobaas L.B. Mayer geschrapt uit het nummer "We Open in Venice". De grootste censuur onderging het nummer "Brush Up Your Shakespeare", waar de helft van de tekst werd geschrapt vanwege de pikante teksten. Andere wijzigingen hadden niets met de censuur te maken, maar meer met de adaptie van het verhaal van toneel naar film. Zo werd het nummer "So in Love" op toneel door Lili en Fred los van elkaar gezongen, terwijl het in de film een duet werd in de openingsscène. Om onduidelijke redenen is de verloofde van Lili in de film een veebaron uit Texas in plaats van een hoge ambtenaar uit New York op het toneel.

### Acteurs
Alfred Drake speelde de rol van Fred Graham op Broadway en was aanvankelijk in de race om de rol in de film te spelen. MGM wilde graag Laurence Olivier of Danny Kaye, terwijl ook komiek Red Skelton op de nominatie stond. Het was echter Howard Keel die met de hoofdprijs ging strijken. Voor de rol van Lili Vanessi wilde producent Jack Cummings graag Deanna Durbin. De actrice had zich echter teruggetrokken en weigerde. Zelfs een bezoek van Cummings aan haar adres in de buurt van Parijs kon haar niet overhalen. De rol ging toen naar Kathryn Grayson.

### Productie
De productie verliep zonder veel problemen, al werd er door de acteurs onderling luchtig gepest. Zo haalde Kathryn Grayson een grapje uit met Howard Keel. In de scène waar hun personages Lili en Fred met elkaar op de vuist gaan, had Greyson haar kostuum laten aanpassen. Kostuumontwerpster Helen Rose, die in het copmplot zat, had een houten plaat onder Greysons jurk aangebracht. Voor Keel was het een onaangename verrassing toen zijn hand geen stof trof maar hout. De choreografie van de film was toevertrouwd aan Herman Pan, maar één scene werd gechoreografeerd door de toen nog vrijwel onbekende Bob Fosse. Fosse speelde een klein rolletje in de film en danst een duet met Carol Haney in het nummer "From This Moment On". Het was een sensationeel dansnummer waarbij Fosse vanuit stand achterover springt. De hele scène duurt 66 seconden maar laat al zien wat Fosse later tot zijn eigen stijl zou maken. De scherpe en eigenzinnige danspassen die Fosse later zou laten zien in Chicago en All That Jazz zijn hier in de kiem te vinden. Fosse viel hiermee zo op bij choreograaf Jerry Robbins dat deze Fosse aanbeval bij de producenten van The Pajama Game. Het leverde Bob Fosse een Tony Award op.

## Muziek
De volgende nummers, tekst en muziek van Cole Porter, zijn te horen:
- Another Op'nin', Another Show
- So in Love
- Too Darn Hot
- Why Can't You Behave
- Kiss me Kate
- Wunderbar
- So in Love (Reprise)
- We Open in Venice
- Tom, Dick or Harry
- I've Come to Wive it Wealthily in Padua
- I Hate Men
- Were Thine That Special Face
- Where is the life that late I Led
- From This Moment On
- Brush Up Your Shakespeare
- Finale

De filmmuziek werd geschreven door Saul Chaplin en Andre Previn en werd genomineerd voor een Oscar. Ironisch genoeg werd "From This Moment On", het enige liedje dat niet uit de Broadwaymusical kwam een hit. Het nummer kwam uit een andere, geflopte, musical van Porter, Out of This World.